# 佐々木伸次朗
佐々木 伸次朗（ささき　しんじろう、1980年4月10日 -）は広島県出身の日本の柔道家。60kg級の選手。身長は159cm。組み手は右組み。

## 経歴
小学校1年の時にドラゴンボールの影響で空手に興味を持ち、空手衣を注文したにもかかわらず柔道衣が届いてしまったことから、羽原道場で柔道を始めることになった。城北中学から近大福山高校を経て、1999年には日本大学へ進学すると、3年の時に正力杯60kg級の決勝で東海大学の早見考道を破って優勝を飾った。4年の時には学生体重別決勝で天理大学の米富和郎に敗れて2位だった。
2003年には了徳寺学園の職員になると、講道館杯で3位になった。2004年の実業個人選手権では決勝でセコムの中野真太郎に敗れた。2005年の実業個人選手権では決勝で同じ了徳寺学園職員の小川武志に敗れて2位だったが、講道館杯では決勝で小川を破って優勝を飾った
。2006年の体重別では3位になった。2007年と2008年の実業個人選手権では決勝でともに小川に敗れて2位にとどまった。環太平洋柔道選手権大会では優勝した。引退時は柔道大国である日本でこれ以上続けていく自身を失い、海外へ飛んだ。行き先は一度訪れたことがあるアメリカを選んだが、当時は柔道を続けるつもりはなく、ただただ日本から離れたいという思いで向かった。また、アメリカの中でも西海岸だと簡単に日本に帰ることが出来てしまうため、自分を追い込むかのように日本から遠いフロリダを選択した。フロリダに渡ると、｢SASAKI JUDO｣という道場をタンパに開設した。その後、オーランドに移り住むことになった。現在セントラルフロリダ大学に勤務し、柔道部の監督業と授業をする傍ら、自身の道場SASAKI JUDOで生徒に指導している。

## 主な戦績
- 2001年　- 正力杯　優勝
- 2002年　- ポーランド国際　3位
- 2002年　- 全日本学生学生体重別選手権大会　2位
- 2003年　- 講道館杯　3位
- 2004年　- 全日本実業個人選手権　2位
- 2005年　- 全日本実業個人選手権　2位
- 2005年　- 講道館杯　優勝
- 2006年 -　ベルギー国際　3位
- 2006年 -　全日本選抜体重別選手権　3位
- 2007年　- 環太平洋柔道選手権大会　優勝
- 2007年　- 全日本実業個人選手権　2位
- 2008年　- 全日本実業個人選手権　2位

(出典、JudoInside.com)